# Nikè (Guido Sprenkels)
Nikè is een artistiek kunstwerk in Amsterdam-Zuidoost.
Deze afbeelding van Nikè is afkomstig van beeldhouwer Guido Sprenkels en staan aan het Abcouderpad, daar waar die slingert tussen de gebouwen van ROC Amsterdam in Zuidoost. Het beeld is typisch van Sprenkels, aangezien hij bekend staat vanwege zijn in brons gegoten beelden van mens of dier of delen van lijven daarvan. Sprenkels beeldde Nikè af als mensfiguur met vleugels. Echter net als bij de Nikè van Samothrake ontbreken onderdelen. Zo heeft het beeld geen hoofd en ook geen onderbenen. Het beeld uit 2000 staat op een soort patio tussen de ROC-gebouwen.
Het voetstuk vermeldt naam van de maker en jaartal.

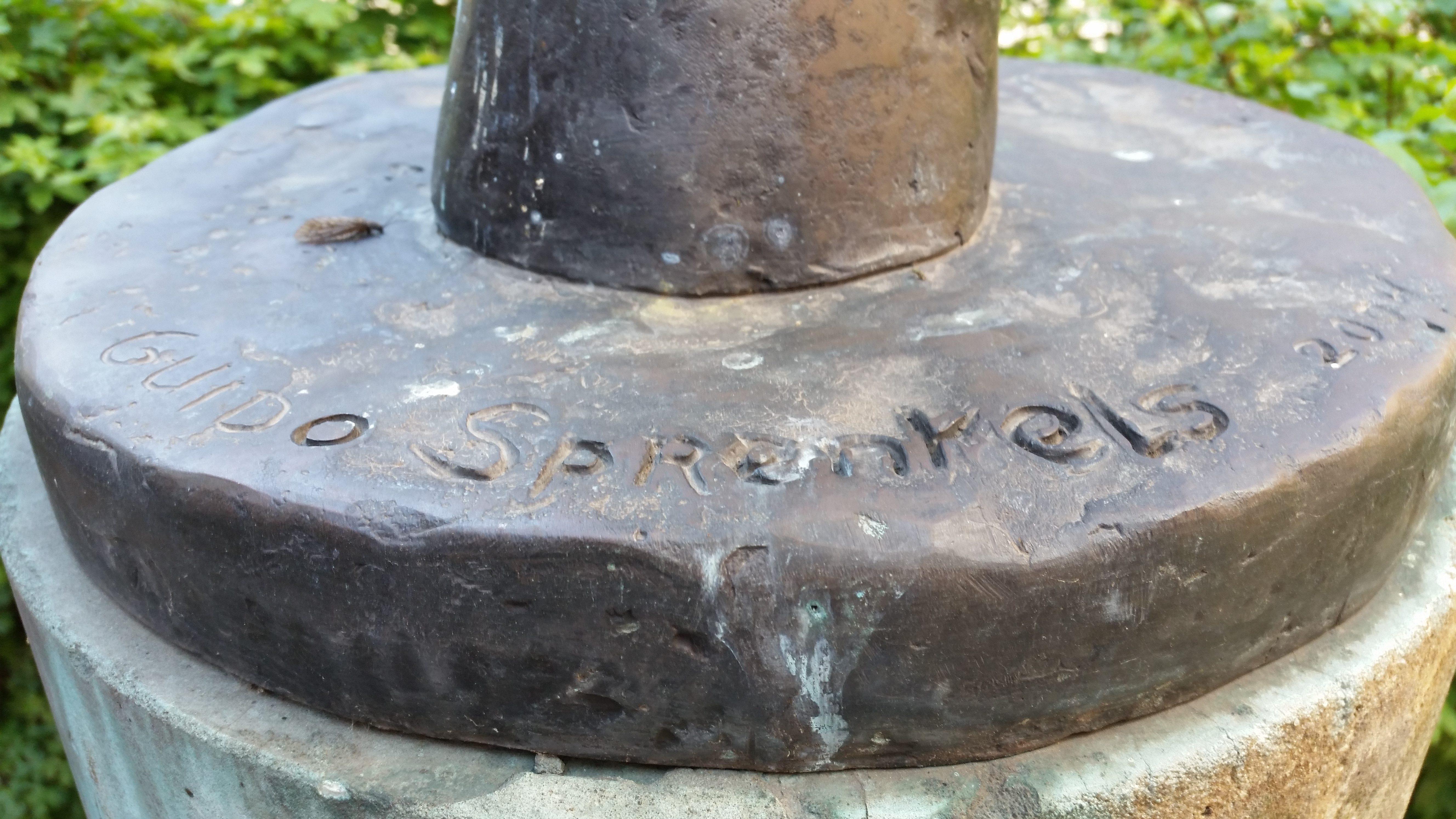
voetstuk (mei 2020)